# Чагода (приток Тигоды)
Ча́года — река в Киришском районе Ленинградской области России, левый приток реки Тигоды. Площадь водосборного бассейна — 165 км².
Длина реки 35 км, средний уклон 0,49 м/км. Вытекает из болота у деревни Жарок, стоящей на железной дороге Кириши — Мга — Санкт-Петербург. Впадает в Тигоду близ границы Новгородской области 15-ю километрами выше места впадения Тигоды в Волхов.

## Данные водного реестра
По данным государственного водного реестра России относится к Балтийскому бассейновому округу, водохозяйственный участок реки — Волхов, речной подбассейн реки — Волхов. Относится к речному бассейну реки Нева (включая бассейны рек Онежского и Ладожского озера).
Код объекта в государственном водном реестре — 01040200612102000019353.